# 차드 반 딕스후른
차드 반 딕스후른 ( Chad B. Van Dixhoorn )은 캐나다 출신의 신학자이며 역사가이다.  <웨스트민스터 총회의 속기록과 논문 (1643-1652), 옥스퍼드 대학교 출판부 2012> 5권 전집을 출간하였다.  2014년에는 배너 오브 트루스사에서 <믿음을 고백하다: 웨스트민스터 신앙고백의 독자 가이드>를 저술하였다.
그는 케임브리지 대학교에서 박사학위를 받고, 브리티쉬 아카데미에서 포스트 박사학위를 받았다.  현재는 웨스트민스터 신학교에서 교수로 재직하고 있다.

## 저서
- The Westminster Confession into the 21st Century Vol 3.: The Westminster Assembly at Work ( 리곤 던칸 편집 )